# 2024–2025-ös EHF-bajnokok ligája
A 2024–2025-ös EHF Bajnokok Ligája az európai kézilabda-klubcsapatok legrangosabb tornájának 65. kiírása, ezen a néven pedig a 32.

## Lebonyolítás
A torna lebonyolításán az előző évhez képest nem változtattak.
Az EHF úgy döntött, hogy ebben a szezonban sem rendeznek kvalifikációs tornákat, a 16 indulót több különféle szempont szerint választották ki. Nyolc csapat, amely megnyerte saját nemzeti bajnokságát illetve a német bajnokság második helyezettje automatikus résztvevője a BL-nek, a fennmaradó hat helyet a többi jelentkező csapatból választotta ki az EHF.
A csoportkörbe jutott 16 csapatot két csoportba sorolták. A csoportokból a csoportgyőztes és a második helyezett egyből a negyeddöntőbe jut, a 3-6. helyezettek pedig a nyolcaddöntőbe.
A negyeddöntőből továbbjutó csapatok jutnak a 2024. június 14-15-én megrendezendő kölni Final Fourba, ahol eldől a bajnoki cím sorsa.

## Csapatok
Ebben a Bajnokok Ligája szezonban a következő csapatok indultak.
| Fix indulók             | Fix indulók      | Fix indulók         | Fix indulók |
| ----------------------- | ---------------- | ------------------- | ----------- |
| Aalborg Håndbold        | Barcelona        | Paris Saint-Germain | Veszprém HC |
| SC Magdeburg            | Füchse Berlin    | Kolstad Håndball    | Sporting CP |
| Wisła Płock             |                  |                     |             |
| Szabadkártyával indulók |                  |                     |             |
| Zagreb                  | Fredericia HK    | HBC Nantes          | Pick Szeged |
| RK Eurofarm Pelister    | Industria Kielce | CS Dinamo București |             |

## Csoportkör

### A csoport
| #  | Csapat               | M  | Gy | D | V  | G+  | G–  | Gk  | P  |
| -- | -------------------- | -- | -- | - | -- | --- | --- | --- | -- |
| 1. | One Veszprém KC      | 14 | 12 | 0 | 2  | 468 | 408 | +60 | 24 |
| 2. | Sporting CP          | 14 | 8  | 2 | 4  | 454 | 399 | +55 | 18 |
| 3. | Füchse Berlin        | 14 | 9  | 0 | 5  | 469 | 440 | +29 | 18 |
| 4. | Paris Saint-Germain  | 14 | 9  | 0 | 5  | 462 | 456 | +6  | 18 |
| 5. | CS Dinamo București  | 14 | 6  | 0 | 8  | 426 | 439 | –13 | 12 |
| 6. | Wisła Płock          | 14 | 5  | 1 | 8  | 370 | 366 | +4  | 11 |
| 7. | RK Eurofarm Pelister | 14 | 3  | 2 | 9  | 346 | 406 | –60 | 8  |
| 8. | Fredericia HK        | 14 | 1  | 1 | 12 | 395 | 476 | –81 | 3  |

| VES   | SPO   | BER   | PSG   | BUK   | PLO   | PEL   | FRE   |
| ----- | ----- | ----- | ----- | ----- | ----- | ----- | ----- |
|       | 33–32 | 32–33 | 41–28 | 36–24 | 30–26 | 33–26 | 34–32 |
| 39–30 |       | 35–33 | 39–28 | 34–25 | 34–29 | 30–24 | 32–29 |
| 31–32 | 33–32 |       | 38–40 | 38–29 | 25–24 | 39–29 | 36–29 |
| 33–37 | 30–28 | 34–37 |       | 35–32 | 28–31 | 31–29 | 38–30 |
| 26–33 | 33–29 | 38–31 | 33–40 |       | 26–27 | 34–25 | 37–28 |
| 24–27 | 29–29 | 32–27 | 23–24 | 26–28 |       | 26–18 | 30–21 |
| 23–30 | 24–24 | 22–30 | 26–35 | 25–24 | 21–18 |       | 29–29 |
| 31–40 | 19–37 | 32–38 | 32–38 | 32–37 | 28–25 | 23–25 |       |

### B csoport
| #  | Csapat                 | M  | Gy | D | V  | G+  | G–  | Gk  | P  |
| -- | ---------------------- | -- | -- | - | -- | --- | --- | --- | -- |
| 1. | FC Barcelona           | 14 | 10 | 2 | 2  | 454 | 409 | +45 | 22 |
| 2. | Aalborg                | 14 | 8  | 2 | 4  | 434 | 421 | +13 | 18 |
| 3. | HBC Nantes             | 14 | 7  | 3 | 4  | 426 | 407 | +19 | 17 |
| 4. | SC Magdeburg           | 14 | 6  | 1 | 7  | 404 | 389 | +15 | 13 |
| 5. | OTP Bank - Pick Szeged | 14 | 6  | 1 | 7  | 421 | 422 | –1  | 13 |
| 6. | Vive Kielce            | 14 | 5  | 1 | 8  | 389 | 411 | –22 | 11 |
| 7. | Kolstad Håndball       | 14 | 5  | 1 | 8  | 400 | 434 | –34 | 11 |
| 8. | RK Zagreb              | 14 | 3  | 1 | 10 | 373 | 408 | –35 | 7  |

| BAR   | AAL   | NAN   | MAG   | SZE   | KIE   | KOL   | ZAG   |
| ----- | ----- | ----- | ----- | ----- | ----- | ----- | ----- |
|       | 35–27 | 36–30 | 32–26 | 31–30 | 30–28 | 36–27 | 38–30 |
| 36–35 |       | 38–31 | 33–33 | 29–28 | 34–26 | 30–28 | 33–30 |
| 31–31 | 29–29 |       | 29–28 | 32–29 | 23–20 | 44–27 | 32–29 |
| 28–23 | 32–31 | 28–32 |       | 31–24 | 26–27 | 33–25 | 36–24 |
| 29–29 | 30–32 | 33–32 | 31–29 |       | 28–27 | 27–29 | 26–27 |
| 28–32 | 28–35 | 28–28 | 25–29 | 31–35 |       | 31–30 | 30–23 |
| 30–35 | 25–24 | 29–28 | 31–27 | 33–36 | 32–33 |       | 29–25 |
| 29–31 | 31–23 | 22–25 | 22–18 | 30–35 | 26–27 | 25–25 |       |

## Egyenes kieséses szakasz
Az egyenes kieséses szakaszba 12 csapat jut. Az A és B csoport győztesei és második helyezettjei automatikusan a negyeddöntőbe kerülnek, a 3-6. helyezettek a nyolcaddöntőbe.

### Nyolcaddöntők
| 1. csapat           | Össz. | 2. csapat           | 1. mérk. | 2. mérk. |
| ------------------- | ----- | ------------------- | -------- | -------- |
| Industria Kielce    | 64–70 | Füchse Berlin       | 27–33    | 37–37    |
| Wisła Płock         | 52–54 | HBC Nantes          | 28–25    | 24–29    |
| Pick Szeged         | 65–56 | Paris Saint-Germain | 30–31    | 35–25    |
| CS Dinamo București | 55–65 | SC Magdeburg        | 26–30    | 29–35    |

### Negyeddöntők
| 1. csapat     | Össz. | 2. csapat        | 1. mérk. | 2. mérk. |
| ------------- | ----- | ---------------- | -------- | -------- |
| SC Magdeburg  | 54–53 | Veszprém HC      | 26–26    | 28–27    |
| Pick Szeged   | 54–56 | FC Barcelona     | 24–27    | 30–29    |
| HBC Nantes    | 60–57 | Sporting CP      | 28–27    | 32–30    |
| Füchse Berlin | 77–65 | Aalborg Håndbold | 37–29    | 40–36    |

### Final Four
A Final Four-t Kölnben rendezik, a Lanxess Arenában.
|  |               |               |              |               |    |               |               |       |
|  | Elődöntők     | Elődöntők     | Elődöntők    |               |    | Döntő         | Döntő         | Döntő |
|  | Elődöntők     | Elődöntők     | Elődöntők    |               |    | Döntő         | Döntő         | Döntő |
|  | június 14.    |               |              |               |    |               |               |       |
|  |               |               |              |               |    |               |               |       |
|  | Füchse Berlin | Füchse Berlin | 34           |               |    |               |               |       |
|  | Füchse Berlin | Füchse Berlin | 34           | június 15.    |    |               |               |       |
|  | HBC Nantes    | HBC Nantes    | 24           |               |    |               |               |       |
|  | HBC Nantes    | HBC Nantes    | 24           |               |    | Füchse Berlin | Füchse Berlin | 26    |
|  | június 14.    |               |              |               |    | Füchse Berlin | Füchse Berlin | 26    |
|  |               |               | SC Magdeburg | SC Magdeburg  | 32 |               |               |       |
|  | Barcelona     | Barcelona     | SC Magdeburg | SC Magdeburg  | 32 | 30            |               |       |
|  | Barcelona     | Barcelona     |              |               |    |               |               |       |
|  | SC Magdeburg  | SC Magdeburg  | 31           |               |    |               |               |       |
|  | SC Magdeburg  | SC Magdeburg  | 31           | Bronzmérkőzés |    |               |               |       |
|  |               |               |              |               |    |               |               |       |
|  | június 15.    |               |              |               |    |               |               |       |
|  |               |               |              |               |    |               |               |       |
|  | HBC Nantes    | HBC Nantes    | 30           |               |    |               |               |       |
|  | HBC Nantes    | HBC Nantes    | 30           |               |    |               |               |       |
|  | Barcelona     | Barcelona     | 25           |               |    |               |               |       |
|  | Barcelona     | Barcelona     | 25           |               |    |               |               |       |

## Statisztikák

### Góllövőlista
| #   | Játékos             | Csapat               | Gól |
| --- | ------------------- | -------------------- | --- |
| 1.  | Mathias Gidsel      | Füchse Berlin        | 135 |
| 2.  | Mario Šoštarič      | Pick Szeged          | 130 |
| 3.  | Lasse Andersson     | Füchse Berlin        | 115 |
| 4.  | Martim Costa        | Sporting CP          | 105 |
| 5.  | Kamil Syprzak       | Paris Saint-Germain  | 104 |
| 6.  | Valer Rivera        | HBC Nantes           | 88  |
| 6.  | Aymeric Minne       | HBC Nantes           | 88  |
| 8.  | Filip Kuzmanovszki  | RK Eurofarm Pelister | 87  |
| 9.  | Tim Freihöfer       | Füchse Berlin        | 82  |
| 10. | Francisco Costa     | Sporting CP          | 79  |
| 10. | Nedim Remili        | One Veszprém KC      | 79  |
| 10. | Ómar Ingi Magnússon | SC Magdeburg         | 79  |